# Pat Nixon

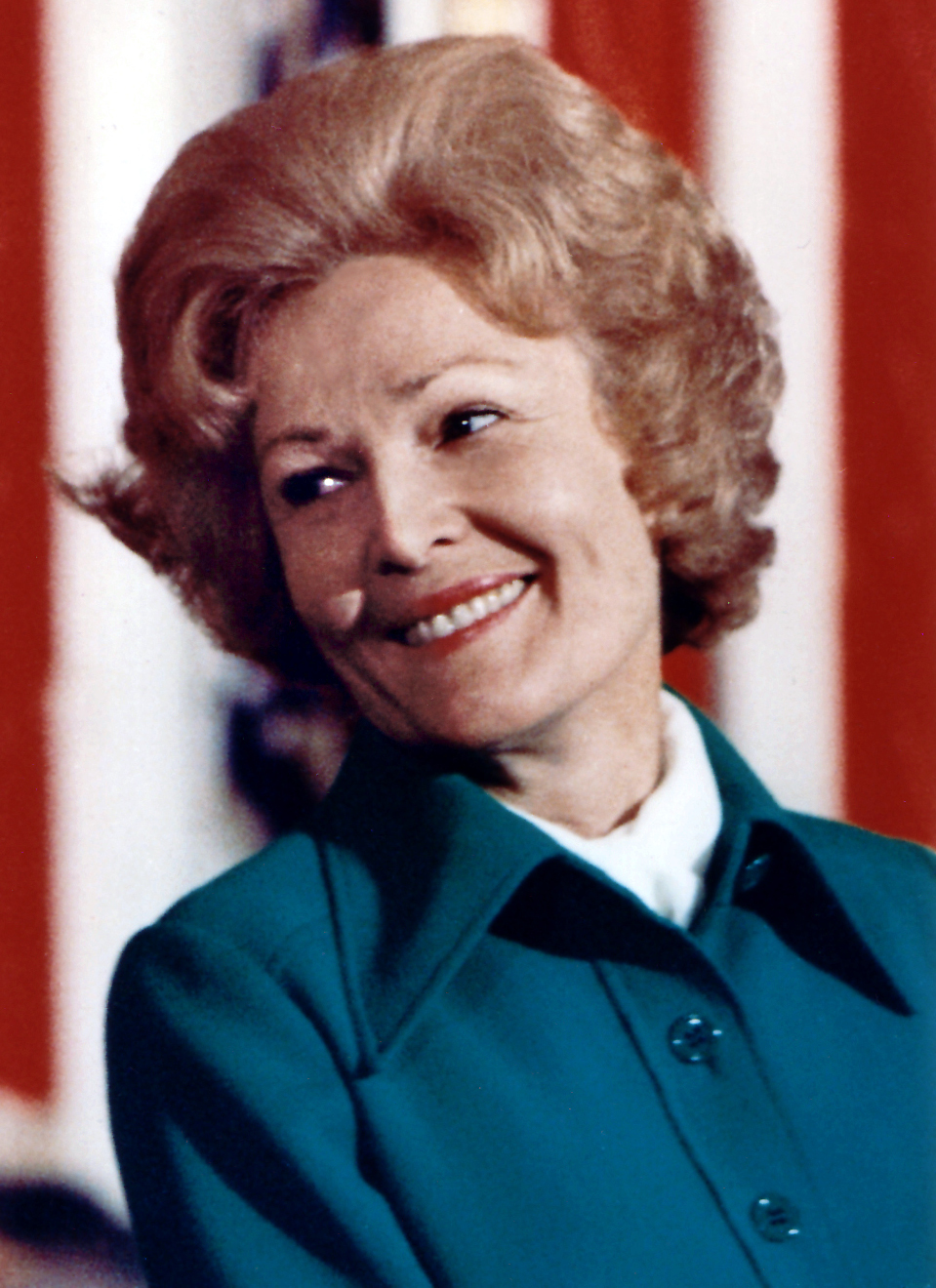
Patricia Nixon (1972)

Patricia Catherine „Pat“ Ryan Nixon (* 16. März 1912 in Ely, Nevada als Thelma Catherine Ryan; † 22. Juni 1993 in Park Ridge, New Jersey) war eine US-amerikanische Einkäuferin, Lehrerin und als Ehefrau von US-Präsident Richard Nixon vom 20. Januar 1969 bis zum 9. August 1974 die First Lady der Vereinigten Staaten.

## Leben

### Jugend (1912–1933)
Thelma Ryan war die Tochter des irischstämmigen William M. Ryan sen. (1866–1930) und von Katherine „Kate“ Halberstadt Bender Ryan (1879–1925). Für Halberstadt war es die zweite Ehe. Sie war eine aus Ober-Rosbach ausgewanderte Deutsche.
Ryan wurde nur wenige Stunden vor dem Anbruch des Tages des Heiligen Patricks geboren, weshalb ihr Vater ihr den Spitznamen „Pat“ gab. Ryans Schulausbildung begann 1918 an der Pioneer Boulevard Grammar School in Artesia, Kalifornien. Sie übersprang die zweite Klasse aufgrund ihrer guten Noten.
Die Familie Ryan besaß eine sogenannte „truck farm“, was bedeutet, dass sie auf etwa zehn Hektar Land Gemüse und Gerste anbauten und diese vom Heck ihres Lastwagens in größeren Städten in der Umgebung verkauften. Wie in Bauernfamilien üblich, halfen alle Kinder von klein auf bei der Aussaat und der Ernte. Nach dem Tod ihrer Mutter musste die 13-jährige Ryan den Haushalt für ihren Vater und ihre beiden älteren Brüder, William Ryan jr. (1910–1997) und Thomas Ryan (1911–1992), führen. Auch für die Saisonarbeiter der Farm übernahm sie das Kochen, Putzen und Wäschewaschen.
Ihr Vater starb vier Jahre später, nachdem sie ihn monatelang gepflegt hatte. Nachdem ihr Vater gestorben war, änderte Ryan ihren ursprünglichen Namen Thelma in Patricia.
Nun begann sie zusätzlich zu ihren Verpflichtungen auf dem Bauernhof ihrer Familie und dem Besuch der High School, in einer örtlichen Bank als Hausmeisterin und Buchhalterin zu arbeiten. Kurz darauf begann die Great Depression und ihre wirtschaftliche Situation verschlechterte sich weiter. Patricia Nixon gilt als erste First Lady der USA, die – vor der Geburt ihrer Kinder – kontinuierlich arbeitete. Nach einem Nachtkurs in Stenografie 1929 arbeitete Ryan von 1930 bis 1932 als Sekretärin und Röntgentechnikerin in New York. Mit dem zusammengesparten Geld kehrte sie nach Kalifornien zurück.

### Ausbildung, Heirat und Arbeit (1934–1968)
Ab 1934 besuchte sie drei Jahre lang die University of Southern California, die sie mit einem „cum laude“ in ihrem Merchandising-Studium abschloss. Obwohl ein Stipendium ihre Studiengebühren und Lebenshaltungskosten abdeckte, arbeitete sie im Durchschnitt 40 Stunden pro Woche neben ihren Kursen – unter anderem als Einkäuferin, Filmstatistin (u. a. Der große Ziegfeld) und in typischen Studentenjobs.
Ryan versuchte vergeblich, nach Studienabschluss eine Stelle als Einkäuferin in einem Kaufhaus zu finden. Daher begann sie 1937 kaufmännische Klassen an einer Highschool in Whittier zu unterrichten. Im folgenden Jahr sah sie zum ersten Mal Richard Nixon, als er neben ihr in einem Amateurtheaterstück spielte. Nixon war in Whittier aufgewachsen; die im unweit entfernten Artesia aufgewachsene Ryan heiratete ihn am 21. Juni 1940 und die beiden bezogen ein Apartment der Vorstadt von Los Angeles. Nach dem Eintritt der USA in den Zweiten Weltkrieg meldete sich ihr Mann zum Kriegsdienst und sie zog mit ihm zunächst nach Iowa, wo er zugeteilt war und sie in einer Bank arbeitete. Während Nixons Dienstzuweisung im Pazifik arbeitete Pat als Ökonomin für das Amt für Preiskontrolle in San Francisco. Sie und ihr Mann haben zwei Töchter: Tricia Nixon Cox (* 21. Februar 1946 in Whittier) und Julie Nixon Eisenhower (* 25. Juli 1948 in Washington D.C.), welche 1968 David Eisenhower, den Enkel von Dwight D. Eisenhower, heiratete.
1946 trat Richard Nixon für die Wahlen zum Kongress an, und Patricia unterstützte ihn bei seiner Kampagne – sie wurde seine inoffizielle Büroleiterin, recherchierte über seinen Gegner, schrieb und redigierte Wahlkampfunterlagen. Bei späteren politischen Kampagnen ihres Ehemannes besuchte Patricia oftmals die Reden seiner Gegenkandidaten und fertigte stenografische Abschriften ihrer genauen Worte an.
1952 war Richard Nixon während seiner Kandidatur zum Amt des Vizepräsidenten mit Korruptionsvorwürfen konfrontiert. Seine Unterstützer hatten einen Fonds gegründet, um Reisekosten und Porto für Wahlwerbung zu bezahlen, woraufhin ihn die Demokraten beschuldigten, Geschenke angenommen zu haben. Nixon trat den Vorwürfen in einer Rundfunkrede entgegen, bei der auch Patricia zu sehen war. Nachdem er die Finanzen der Familie offengelegt hatte, fügte Nixon hinzu: Pat habe keinen Nerzmantel, aber einen „respektablen republikanischen Stoffmantel. Und ich sage ihr immer, dass sie in allem gut aussehen würde!“
Nachdem Nixon die Präsidentschaftswahl 1960 verloren hatte und Pat vor laufenden Kameras in Tränen ausgebrochen war, stand sie weiteren Kandidaturen stark negativ gegenüber. Aus Loyalität zu ihrem Ehemann und „weil es ihm viel bedeutete“, unterstützte sie ihn jedoch auch bei den Gouverneurswahlen in Kalifornien 1962 (erneute Niederlage) und bei der Präsidentschaftswahl 1968, die er gewann.
Als gläubige Methodistin fühlte Patricia Nixon sich der puritanischen Ethik zutiefst verpflichtet – „Arbeit ist unser Vergnügen“ lautet ein ihr zugeschriebenes Zitat. Gegenüber der New York Times äußerte sie: „Wenn ich keine Arbeit habe, denke ich mir einfach ein neues Projekt aus.“ Während ihrer Zeit als Second Lady wurde sie zur „Outstanding Homemaker of the Year“ (1953), zur „Mother of the Year“ (1955) und zur „Nation's Ideal Housewife“ (1957) gekürt. Dies brachte ihr auch den Vorwurf ein, sie sei „zu perfekt“.

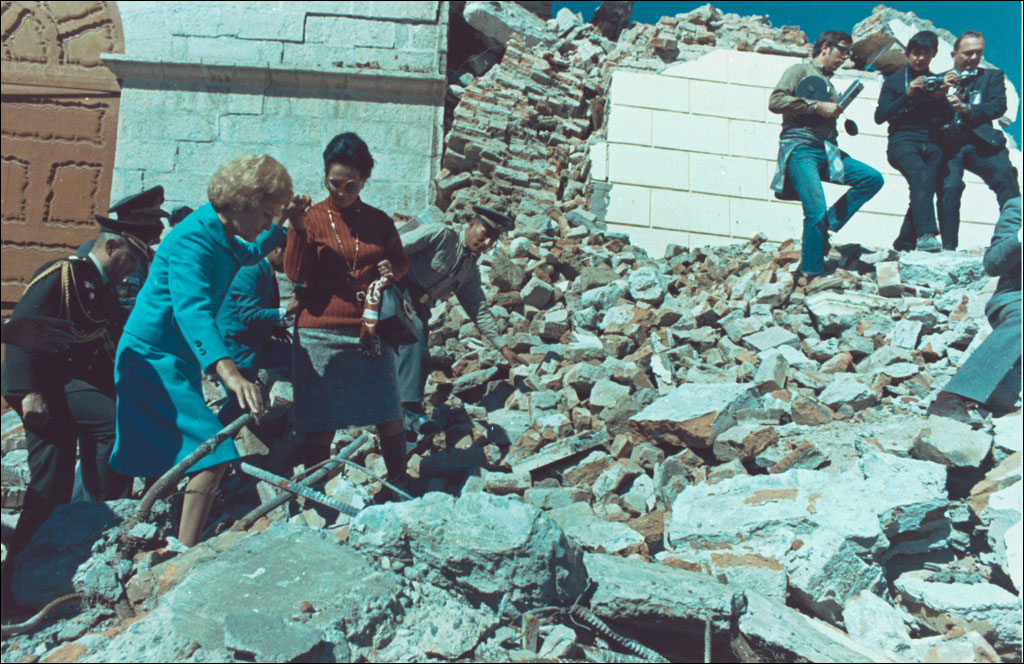
Pat Nixon klettert über Trümmer und inspiziert Erdbebenschäden und eingestürzte Gebäude in einem Dorf im Huascaran-Gebirge, Peru, Juni 1970.

### First Lady (1969–1974)
Als First Lady ermutigte sie Ehrenamtliche, ihren Dienst zu tun. Während ihrer zweiten Reise zum Besuch ehrenamtlicher Initiativen in den USA setzte sie einen Fokus darauf, zu zeigen, dass nicht alle Studenten gegen den Vietnamkrieg protestierten. Mit jenen „rebellischen Studenten“ hatte die Puritanerin ideologische Probleme. Nixon weigerte sich, eine medienwirksame politische Rolle zu spielen wie ihre Vorgängerinnen.
Sie bereicherte die Sammlung des Weißen Hauses, indem sie 600 Antiquitäten und Gemälde hinzufügte. Darunter befinden sich Original-Gemälde von Dolley Madison und Louisa Adams. Zudem sorgte sie dafür, dass das Weiße Haus als öffentliches Museum professionalisiert wurde – durch die Schulung von Tourguides, Produktion von Touristenbroschüren und barrierefreiem Zugang.

Nixon sprach sich für die Kandidatur von Frauen für politische Ämter aus und ermutigte ihren Mann, eine Frau für den Obersten Gerichtshof zu nominieren (was er schlussendlich nicht tat). Nach der Grundsatzentscheidung Roe v. Wade erklärte Pat, sie sei „pro choice“, ein Jahr zuvor hatte sie sich geäußert, Abtreibung sei „eine persönliche Sache“ und sie befürworte keine „Abtreibung auf Nachfrage – im großen Stil“. 

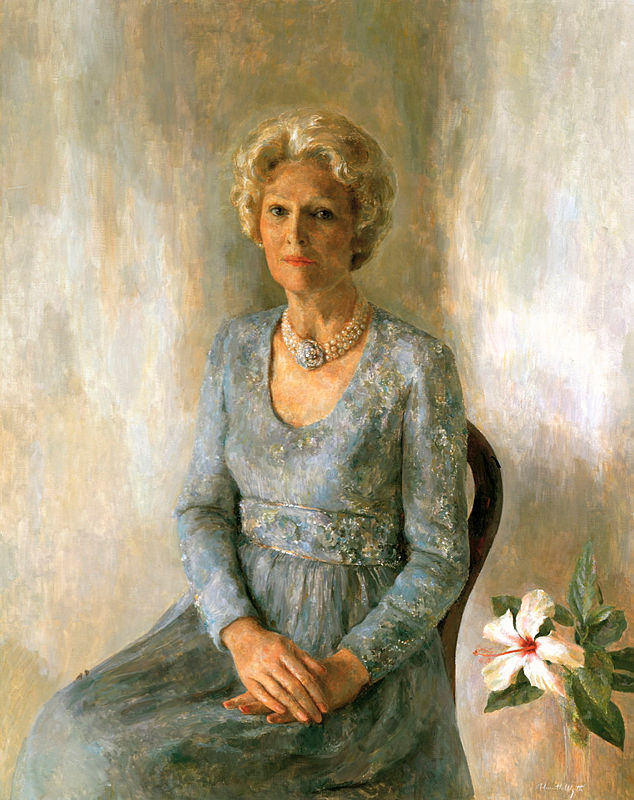
Offizielles Porträt

Pat Nixon verbrachte einen großen Teil ihrer Zeit im Weißen Haus mit diplomatischen Reisen. Als erste First Lady betrat sie im Rahmen eines Besuchs im Südvietnam eine Kampfzone. Ihr erster Staatsbesuch, den Nixon allein unternahm, führte sie nach Peru, wo sie die Opfer eines Erdbebens unterstützte. Während ihres Aufenthaltes in Südamerika repräsentierte sie die Vereinigten Staaten als alleinige diplomatische Vertreterin.
Richard Nixon trat am 9. August 1974 von seinem Amt als US-Präsident zurück.

### Lebensabend (1975–1993)
Ab 1976 verschlechterte sich ihre Gesundheit, sie erlitt einen Schlaganfall, der sich 1982 wiederholte. Im Dezember 1992, als Ryan wegen Atemproblemen im Krankenhaus lag, wurde bei ihr Lungenkrebs diagnostiziert. Sie starb am 22. Juni 1993 in ihrem Haus in Park Ridge im Alter von 81 Jahren, einen Tag nach ihrem 53. Hochzeitstag. Ihre Töchter und ihr Gatte waren an ihrer Seite. An ihrer Beerdigung nahmen auch Ronald Reagan und Gerald Ford teil.

## Grab
Ihr Ehemann starb 10 Monate nach ihr. Beide wurden in der Richard Nixon Library & Birthplace in Yorba Linda in Kalifornien begraben. Ihre Grabinschrift lautet: „Even when people can't speak your language, they can tell if you have love in your heart“ (deutsch: „Selbst wenn Menschen deine Sprache nicht sprechen, können sie doch erkennen, ob du Liebe im Herzen hast“).

## Presse
- Nachruf in der Los Angeles Times (englisch)